# Phyllophaga jarouna
Phyllophaga jarouna är en skalbaggsart som beskrevs av Chapin 1932. Phyllophaga jarouna ingår i släktet Phyllophaga och familjen Melolonthidae. Inga underarter finns listade i Catalogue of Life.